# 蘇克雷 (考卡省)
蘇克雷是哥倫比亞的城鎮，位於該國西南部，由考卡省負責管轄，距離首府波帕揚230公里，始建於1535年，面積56平方公里，海拔高度1,140米，2005年人口7,907。
2°02′00″N 76°55′00″W / 2.03333°N 76.9167°W